# Румянцев, Валерий Дмитриевич
Валерий Дмитриевич Румянцев (род. 23 сентября 1946, Ленинград) — советский и российский физик, доктор физико-математических наук, профессор. Один из основоположников солнечной энергетики.

## Биография
Родился 23 сентября 1946 года. Окончил школу с золотой медалью, и институт (ИТМО) — с отличием.
Работал в ФТИ им. А. Ф. Иоффе АН СССР (РАН): инженер, старший научный сотрудник, главный научный сотрудник.

## Научный вклад
Один из основоположников солнечной энергетики.
Создатель первой в мире солнечной концентраторной энергоустановки.
Румянцевым впервые были предложены и применены на практике параболические зеркальные концентраторы и концентраторы на основе микролинз Френеля с микрогетерофотоэлементами, а также системы высокоточного слежения для концентраторных солнечных электростанций.
Разработал термоэлектрический преобразователь на основе узкозонного полупроводника GaSb.
Изобретатель СССР (регистрационный номер 22666 от 06.04.1982).
Обладатель более пятидесяти патентов.
Автор/соавтор около трёхсот научных публикаций.
Разработки Румянцева широко применяются при создании солнечных электростанций как в России, так и за её пределами.
На основе его изобретений в 1982 году в Республике Узбекистан была построена и эксплуатировалась солнечная концентраторная электрическая станция, а в 1985 году построена солнечная фотоэлектрическая станция на линзах Френеля. В дальнейшем это явилось основой для создания в Узбекистане Международного института по солнечной энергии.
Валерий Дмитриевич уделял большое внимание формированию и становлению молодых учёных, в дальнейшем достигших больших успехов в современной науке.

## Научные работы
- Диссертация кандидата физико-математических наук: «Исследование фото- и электролюминесцентных свойств эпитаксиальных гетероструктур на основе твердых растворов в системах Al-Ga-As и Ga-In-As-P». 01.04.10. — Ленинград, 1976. — 125 с. : ил.
- Диссертация доктора физико-математических наук: «Фотоэлектрическое преобразование интенсивных световых потоков в полупроводниковых гетероструктурах». / АН СССР. Физ.-техн. наук. — Ленинград, 1989.
- Монография (соавтор): Фотоэлектрическое преобразование концентрированного солнечного излучения / В. М. Андреев, В. А. Грилихес, В. Д. Румянцев; Отв. ред. Ж. И. Алферов; АН СССР, Отд-ние общ. физики и астрономии, Физ.-техн. ин-т им. А. Ф. Иоффе. — Л. : Наука : Ленингр. отд-ние, 1989. — 308,[1] с. : ил.; 22 см; ISBN 5-02-024384-1

## Награды и премии
- Премия Ленинского комсомола в области науки и техники 1976 года — за получение и исследование широкозонных твёрдых растворов соединений А3В5 и создание на их основе эффективных инжекционных источников излучения в видимой части спектра.
- Премия имени А. Ф. Иоффе (1996, вместе с Жоресом Алфёровым и Вячеславом Андреевым) — за цикл работ «Фотоэлектрические преобразователи солнечного излучения на основе гетероструктур».
- Премия имени В. М. Тучкевича (24 октября 2014) — за работу «Солнечные фотоэнергоустановки с концентраторами излучения».
- Премия за лучшую работу ФТИ (2001 год) — за работу «Фотоэлектрическое преобразование концентрированного солнечного излучения».
- Приз «Энергоэффективность» (2014 год) Международного салона изобретений и новых технологий «Новое время» — за разработку «солнечные концентраторные фотоэлектрические модули и солнечные энергоустановки со слежением за солнцем».
- Медаль «В память 300-летия Санкт-Петербурга» (19.02.2003).